# Арабуко-Сококе
Арабуко-Сококе (англ. Arabuko Sokoke National Park) — национальный парк в Кении, в Прибрежной провинции, который находится в управлении Службы охраны дикой природы Кении (KWS). Расположен в нескольких километрах от побережья Индийского океана, севернее Килифи, в 18 километрах к югу от Малинди и в 110 километрах к северу от города Момбаса. Основан в 1990 году. Площадь 6 км².
Расположен в самой большой области сохранившегося приморского влажного тропического леса (420 км²). В 1932 году лес провозглашён Королевским лесом, в 1943 году соответствующее объявление было напечатало в правительственной газете. В конце 1960-х годов 4,3 км² (4300 гектаров) стали национальным заповедником.
В парке обитают более 230 видов птиц, в том числе 9 угрожаемых видов: кенийская совка (Otus ireneae Ripley, 1966), серый змееяд (Circaetus fasciolatus Kaup, 1850), турако Фишера (Tauraco fischeri Reichenow, 1878), Geokichla guttata Vigors, 1831, Anthus sokokensis van Someren, 1921, синекрылый акалат (Sheppardia gunningi Haagner, 1909), Anthreptes pallidigaster Sclater & Moreau, 1935, синегорлая короткохвостая нектарница (Anthreptes reichenowi Gunning, 1909) и голандов ткач (Ploceus golandi Clarke, 1913).
В парке обитают 6 видов бабочек, эндемичных на побережье Восточной Африки, а также 3 редких, почти эндемичных вида млекопитающих, земноводные.
- Золотистая хоботковая собачка (Rhynchocyon chrysopygus)
- Cordylus tropidosternum
- Кенийская совка (Otus ireneae)
- Anthus sokokensis